# Jean Armand de Lestocq
El conde Jean Armand de Lestocq (en alemán: Johann Hermann Lestocq, en ruso: Иван Иванович Лесток, Iván Ivánovich Lestok; Luneburgo, 29 de abril de 1692 - San Petersburgo, 12 de junio de 1767) fue un cirujano y aventurero francés que sirvió como médico de la corte imperial rusa, en la cual gozaría de una enorme influencia sobre la política exterior durante los primeros años del reinado de la zarina Isabel I.

## Biografía
Nacido en Luneburgo en 1692 en el seno de una familia noble originaria de Champaña, que se había convertido al calvinismo en el siglo XVI, por lo que hubo de exiliarse tras la anulación del Edicto de Nantes. En su juventud fue encarcelado por un delito menor. Sería liberado a instancias de Francisca María de Borbón, duquesa de Orléans, hija legitimada de Luis XIV de Francia y Françoise-Athénaïs, la marquesa de Montespan. Francisca era en ese tiempo esposa de Felipe II, duque de Orleans, por lo que el joven Lestocq tenía importantes patrones. 
En 1709 Lestocq llegó a San Petersburgo como médico de la corte. Catalina I le tuvo en buena consideración hasta 1720, cuando su marido, Pedro el Grande, le exilió a Kazán por haber seducido a la hija de un bufón. Tras la muerte del zar, Catalina le hizo regresar a la capital rusa, donde el ánimo alegre de Lestocq pronto le haría ganar la amistad de la hija de Catalina, Isabel Petrovna, a la que supuestamente curó de sífilis.
Fue unos de los principales artífices de los preparativos para el golpe de Estado de 1741 que condujo a Isabel al trono. Condicionó las acciones de Isabel de acuerdo a las instrucciones del embajador francés, el Marqués de La Chétardie, y del embajador sueco, que estaban particularmente interesados en acabar con el régimen de Ana Leopóldovna, puesto que Francia quería contrabalancear la influencia austríaca en la corte rusa, mientras que el Imperio sueco estaba en guerra con el Imperio ruso en ese momento.
Tras la coronación de Isabel, Lestocq y La Chétardie intentaron controlar el poder del estado. El médico recibió una pensión de 15.000 libras del rey de Francia para que intentara influenciar la política exterior rusa a su favor. Otro beneficiado de las intrigas de Lestocq fue el rey de Prusia, que persuadió al emperador Carlos VII para que le nombrara conde imperial. En 1753, Lestocq participaría en el llamado asunto Lopujiná para maquinar la caída del canciller Alekséi Bestúzhev-Riumin. También fue él quien sugirió a Sofía Augusta Fredericka de Anhalt-Zerbst (la futura Catalina la Grande), una protegida prusiana, como prometida del próximo heredero.
En 1745, Bestúzhev, aún en el poder, consiguió interceptar la correspondencia entre Lestocq y La Chétardie. Este hecho tuvo como consecuencia el que La Chétardie fuera expulsado de Rusia. Tres años más tarde, Lestocq, que continuaba intrigando contra Bestúzhev, fue acusado de conspirar para destronar a Isabel y emplazar a su heredero prusófilo. Tanto el como su ayudante de campo, Aleksandr Chappuzeau (sobrino de su hermano Johann Ludwig de Lestocq), fueron arrestados. Lestocq sería torturado en la Cancillería Secreta y sentenciado a muerte. Sin embargo, la zarina intercedió por él, condenándole al exilio primero en Úglich y más tarde en Veliki Ústiug. Solo tras la muerte de la zarina se le devolverían a Lestocq sus posesiones y se le permitiría regresar a la capital rusa.

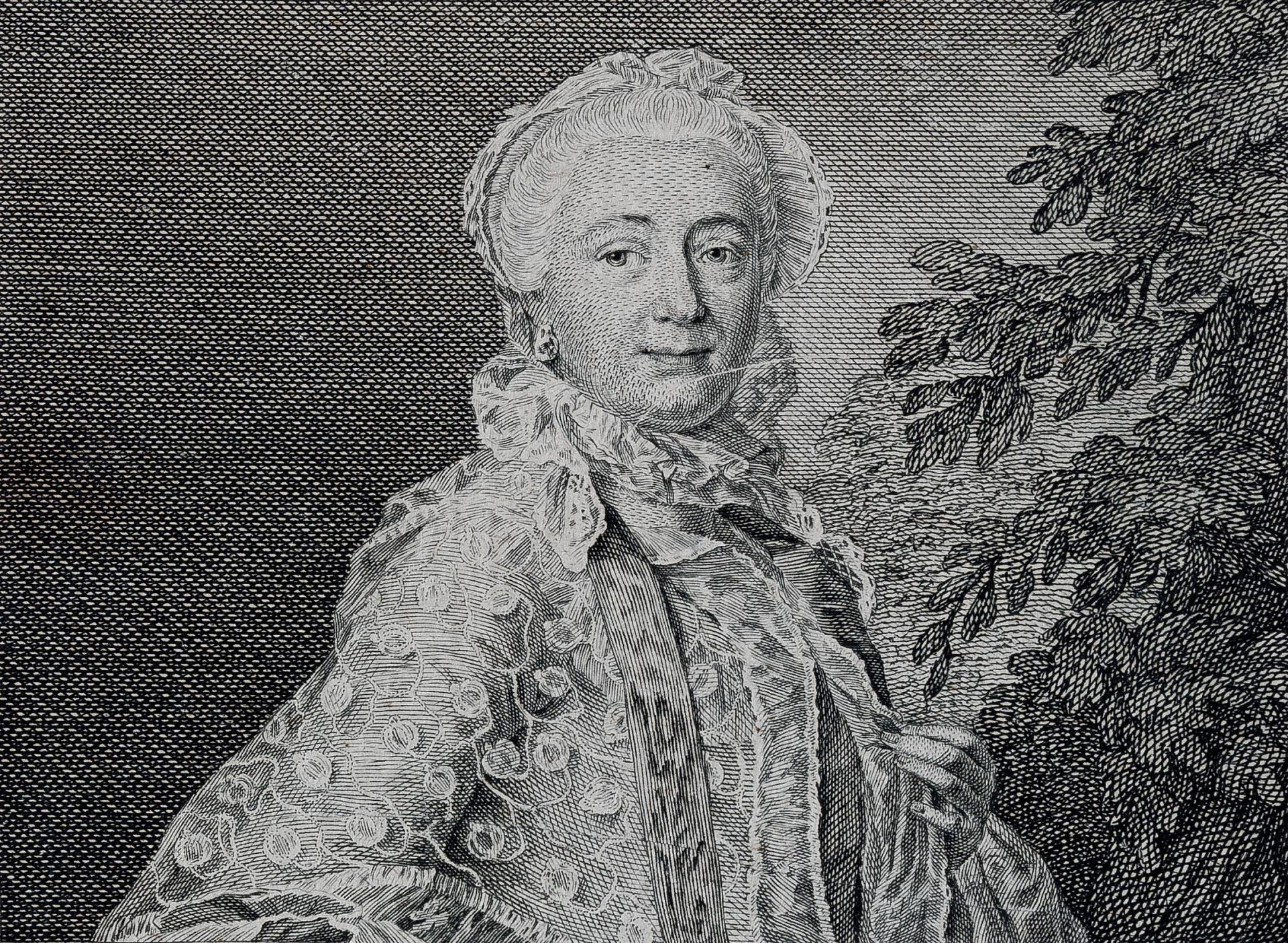
María Aurora Lestocq.

Lestocq contrajo matrimonio en primer lugar con Barbara von Rutenhjelm, más tarde con Alida Müller (descrita como "sucia y borracha", murió en noviembre de 1743). El 22 de noviembre de 1747 se casó en San Petersburgo con María Aurora von Mengden (1720-1808), hija del friherre Magnus Gustav von Mengden (1663–1726), antiguo Lantmarskalk de la Livonia Sueca, y hermana de Julia von Mengden, favorita de Ana Leopóldovna.

## En el cine
- Capricho imperial (Josef von Sternberg, 1934).
- Mijailo Lomonósov (Aleksandr Proshkin, 1986).
- Guardiamarinas, ¡adelante! (Svetlana Druzhinina, 1987).
- Los secretos del golpe de palacio (Svetlana Druzhinina, 2000—2003).
- Las memorias de un Agente del Servicio Secreto (Óleg Riáskov, 2011).
- Yekaterina (Aleksandr Baránov, 2014).
- Velíkaya (Igor Záitsev, 2015).